# سترة البذلة
سُتْرَة البذلة هي سترة من الملابس الرجالية الكلاسيكية، وتعد جزءً من البذلة.

## أحادية الصف وثنائية الصدر
تحتوي معظم سترات البذلة أحادية الصف على زرين أو ثلاثة أزرار، وبشكل غير معتاد قد تحتوي زر واحد أو أربعة أزرار (باستثناء سترات العشاء الرسمية فغالباً ما تحتوي على زر واحد فقط). من النادر العثور على سترة بذلة بها أكثر من أربعة أزرار، على الرغم من أن بذلة زوت يمكن أن تحتوي على ستة أزرار أو أكثر نظراً لطولها. هناك أيضاً تباين في موضع الأزرار ونمطها، نظراً لأن وضع الزر أمر بالغ الأهمية للانطباع العام للسترة. عادةً ما يصطف الزر الأوسط أو الزر العلوي بشكل وثيق تماماً مع محيط الخصر الطبيعي. السترات ثنائية الصدر تعمل فقط بنصف أزرارها الخارجية، حيث أن الصف الثاني مخصص للعرض فقط، مما يضطر الأزرار إلى الظهور بشكل أزواج. يمكن أن تحتوي بعض السترات النادرة على زرين فقط، وخلال فترات مختلفة، على سبيل المثال الستينيات والسبعينيات من القرن الماضي، شوهدت سترات تحتوي ثمانية أزرار. الحالة النموذجية هي أن يكون للسترة ستة أزرار. قد تكون الأزرار الثلاثة الموجودة أسفل كل جانب في هذه الحالة في خط مستقيم أو بشكل أكثر شيوعاً، يكون الزوج العلوي متباعداً بمقدار النصف مثل كل زوج في المربع السفلي. عادة ما تشكل الأزرار مربعاً في السترة ثنائية الصدر الحاوية على أربعة أزرار. تم تنسيق تصميم الأزرار وشكل طية صدر السترة لتوجيه عيني المشاهد. على سبيل المثال، إذا كانت الأزرار منخفضة جداً، أو أن طية صدر السترة ملفوفة بشكل واضح جداً، يجعل المشاهد يبعد تركيز نظره عن الوجه، ويظهر الخصر بحجم أكبر.

## الجيوب
معظم السترات تحتوي على مجموعة جيوب داخلية، و تحتوي على جيبين خارجيين.